# Gypjak-moskee
De Gypjak-moskee of Türkmenbaşy Ruhy-moskee is een moskee in het dorp Gypjak, 7 km ten westen van Asjchabad, de hoofdstad van Turkmenistan.
Ze werd gebouwd door het Franse bedrijf Bouygues, in de geboorteplaats van de Turkmeense dictator Saparmurat Niyazov. Ze werd ingehuldigd op 22 oktober 2004 met als doel te dienen als het graf van Saparmurat Niyazov. Hij werd daar begraven op 24 december 2006.
De moskee is het middelpunt van controverse geweest sinds op de muren citaten uit de Koran en de Ruchnama (of het Boek van de Ziel), een pseudo-spirituele gids geschreven door Saparmurat Niyazov, samen op gelijke voet verschijnen.